# Loges de la foire de Guibray
Les loges de la foire de Guibray  sont des édifices situés à Falaise, dans le département français du Calvados, en France.

## Localisation
Le monument est situé à Falaise aux numéros 2 et 4 route de Trun.

## Historique
La foire de Guibray était très prospère et des loges ont été bâties près de l'église afin d'accueillir les marchands.
Les loges sont datées du XVIIIe siècle ou du XVIIe siècle.
L'édifice est inscrit au titre des Monuments historiques depuis le 19 août 1975.

## Architecture
Les loges sont bâties en pierre.
L'étal se situait au rez de chaussée et l'étage était destiné aux stockages ou au logis des marchands.